# 中野 (中野區)
中野（日语：／ Nakano */?）是東京都中野區的町名，下分中野一丁目至中野六丁目，2017年12月1日為止的人口有27,111人。郵遞區號164-0001。

## 地理
位於中野區中央。町內有中野區役所、SUNPLAZA、SUNMALL、中野百老匯、中野站前商店街等。
東鄰中野區東中野，南與中野區中央之間以大久保通為界，北與中野區新井、野方、上高田之間以早稻田通為界，西接杉並區高圓寺南、高圓寺北。
中野站可搭乘中央線快速、中央、總武緩行線、東京地下鐵東西線，人潮眾多。此外中野站前是中野通。
另一方面，車站周邊以外以住宅區為主，在此可見獨戶住宅、公寓等。此地屬木賃帶的一部分，也可見到單身年輕人住在木造房屋裡。
此外，站北口警視廳中野警察學校舊址周邊進行大規模再開發事業，2012年中野四季的都市開幕。

## 歷史

### 地名由來
意為武藏野中的原野。

### 町名的變遷
中野在1966年（昭和41年）10月1日實施住居表示。
- 中野一丁目 = 宮園通一丁目與三丁目的部分區域、城山町
- 中野二丁目 = 宮園通三丁目與四丁目的部分區域、千光前町、中野站前的部分區域
- 中野三丁目 = 宮園通四丁目與五丁目的部分區域、中野站前的部分區域、桃園町
- 中野四丁目 = 圍町、新井町的部分區域、野方町二丁目的部分區域
- 中野五丁目 = 打越町、天神町、昭和通三丁目的部分區域、新井町的部分區域
- 中野六丁目 = 文園町、昭和通二丁目的部分區域

## 設施
- 中野區役所（日语：中野区役所）
- 警視廳野方警察署（日语：野方警察署）
- 中野稅務署（日语：税務署）
- 中野都稅事務所
- 三菱東京UFJ銀行中野支店
- 三井住友銀行中野支店
- 瑞穗銀行中野支店
- 西武信用金庫（日语：西武信用金庫）本店
- 中野郵便局（日语：中野郵便局）
- 東京警察醫院（日语：東京警察病院）…中野四季的都市内。
- 中野四季的都市（日语：中野四季の都市）…設施内有辦公大樓「中野中央公園」（中野セントラルパーク）、防災公園「中野的四季之森公園」、早稻田大學、明治大學、帝京平成大學（日语：帝京平成大学）等各校校區。
- 中野SUNPLAZA
- 中野SUNMALL商店街（日语：中野サンモール商店街）
- 微笑中野（スマイルなかの）
- 紅葉山文化中心（日语：もみじ山文化センター）
- 中野區立勤勞福祉會館
- 島忠（日语：島忠）中野店
- 中野百老匯
- NTT Docomo 中野大樓
- 中野SUNCUORE TOWER（中野サンクォーレタワー）
- 丸井、丸井集團（日语：丸井グループ）本社
  - 中野丸井
- ノイビル
- 關東巴士中野站導覽所
- 京王巴士（日语：京王バス東・中野営業所）中野導覽所

## 圖片

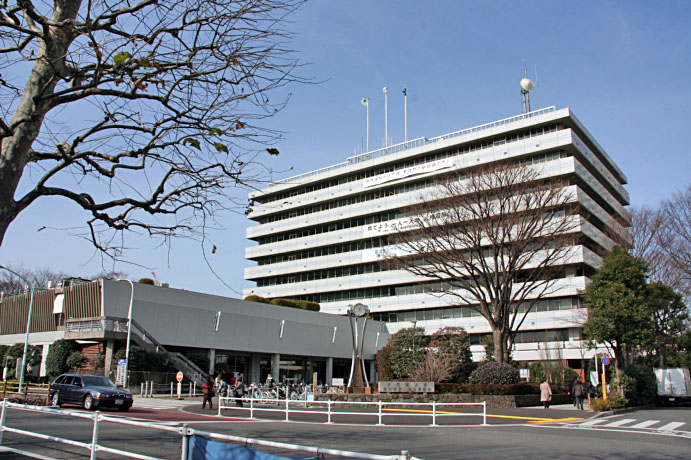
中野區役所
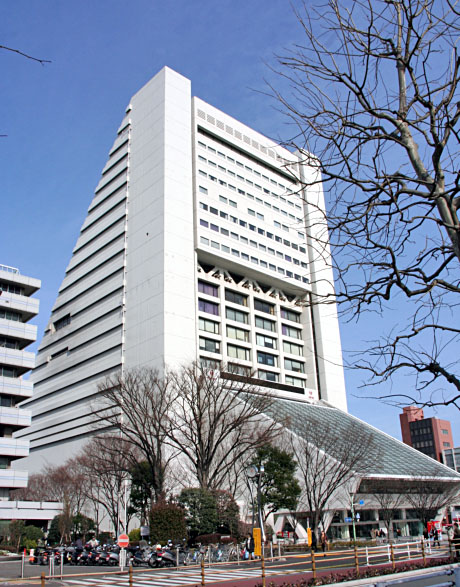
中野SUNPLAZA
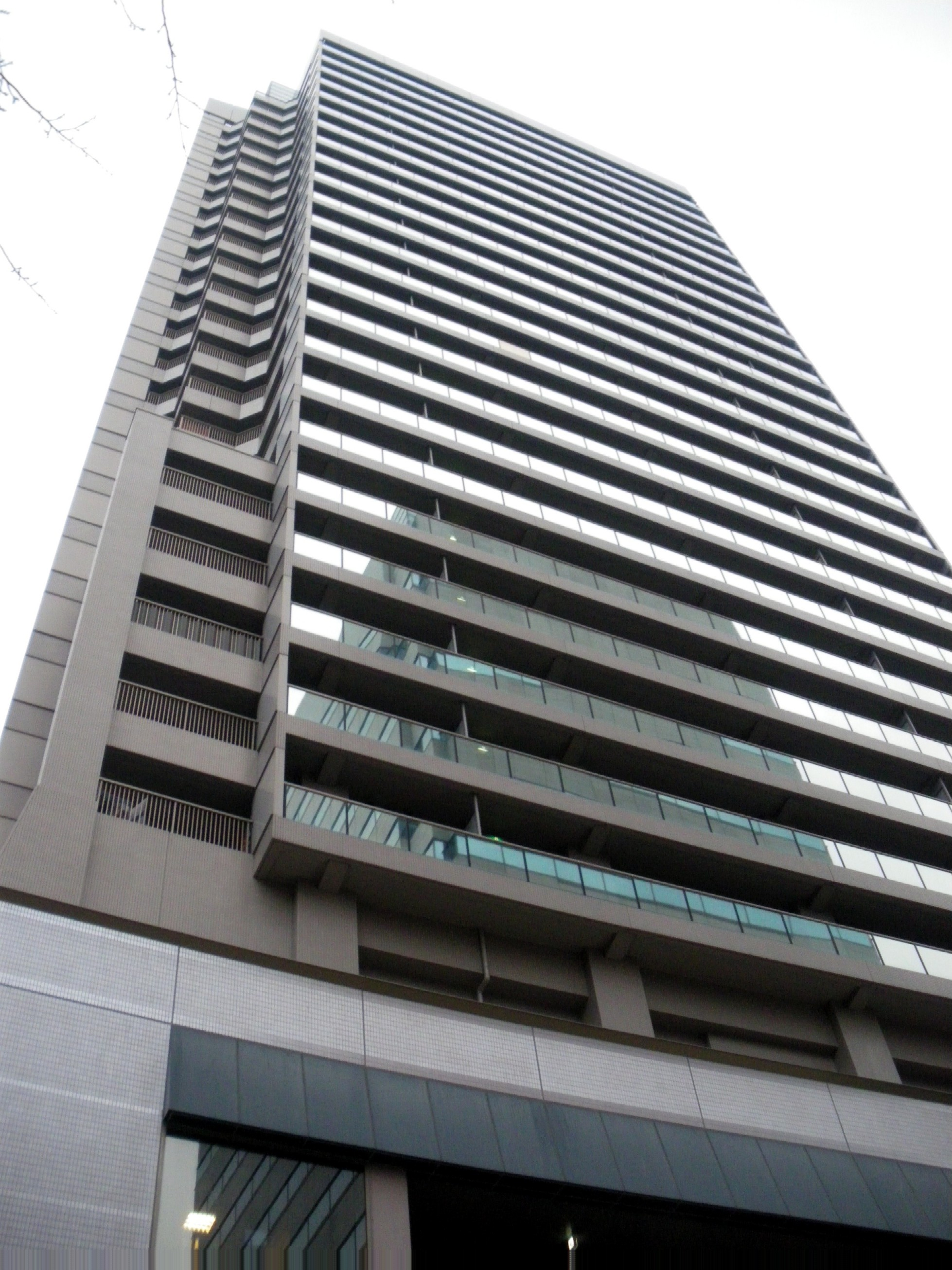
中野SUNCUORE TOWER
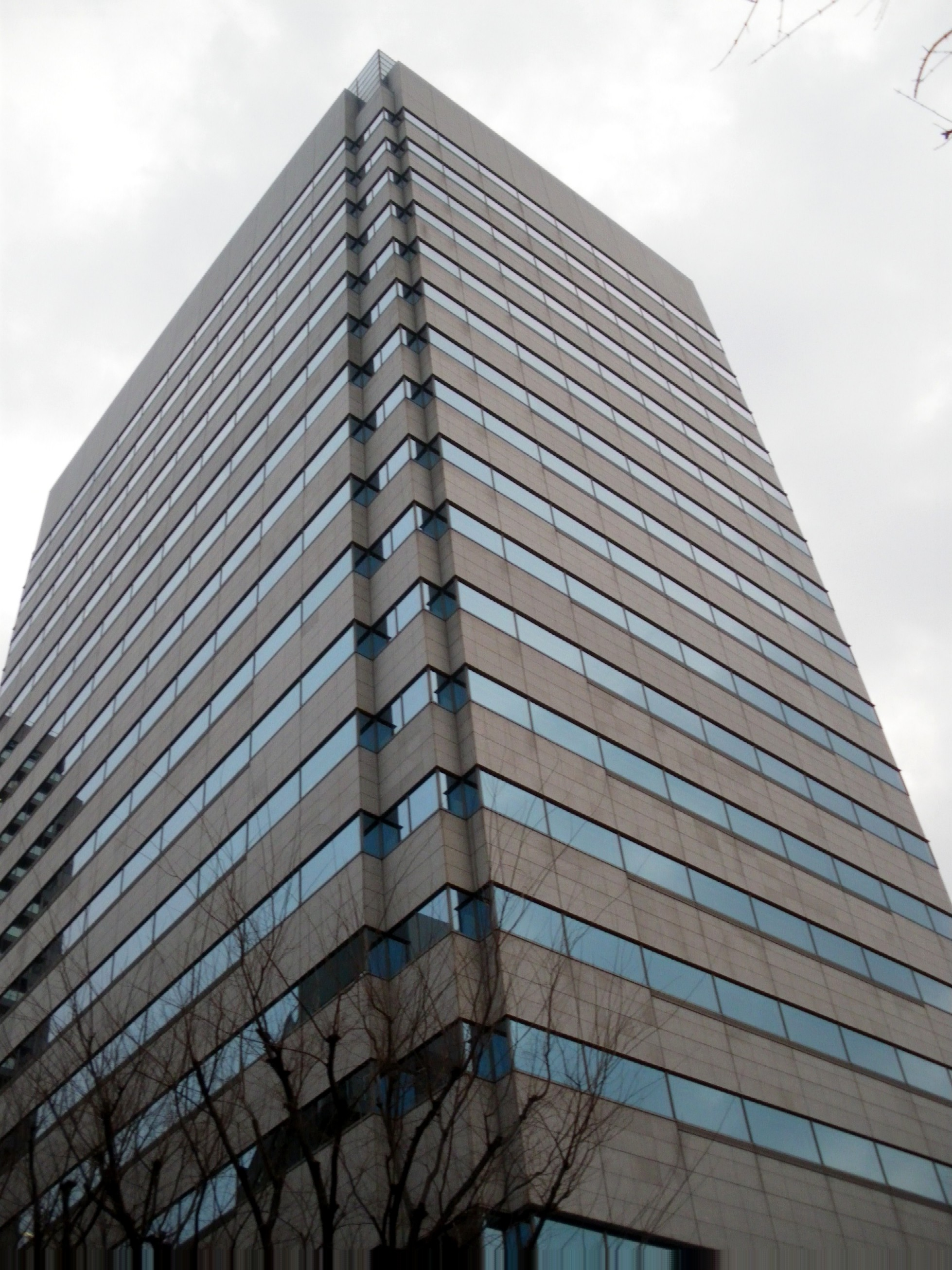
丸井本社大樓
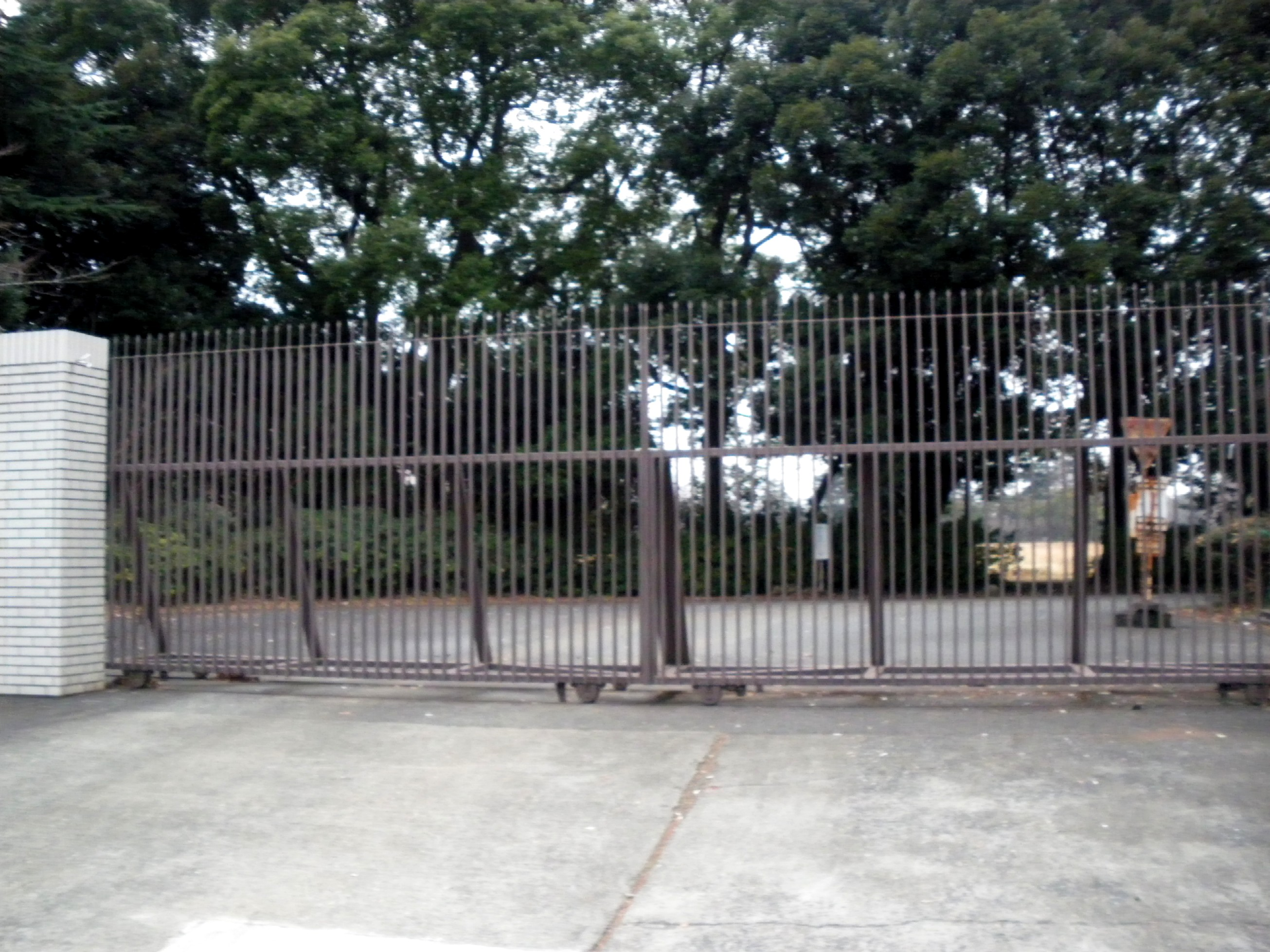
四丁目廣大的警察大學校舊址（入口）
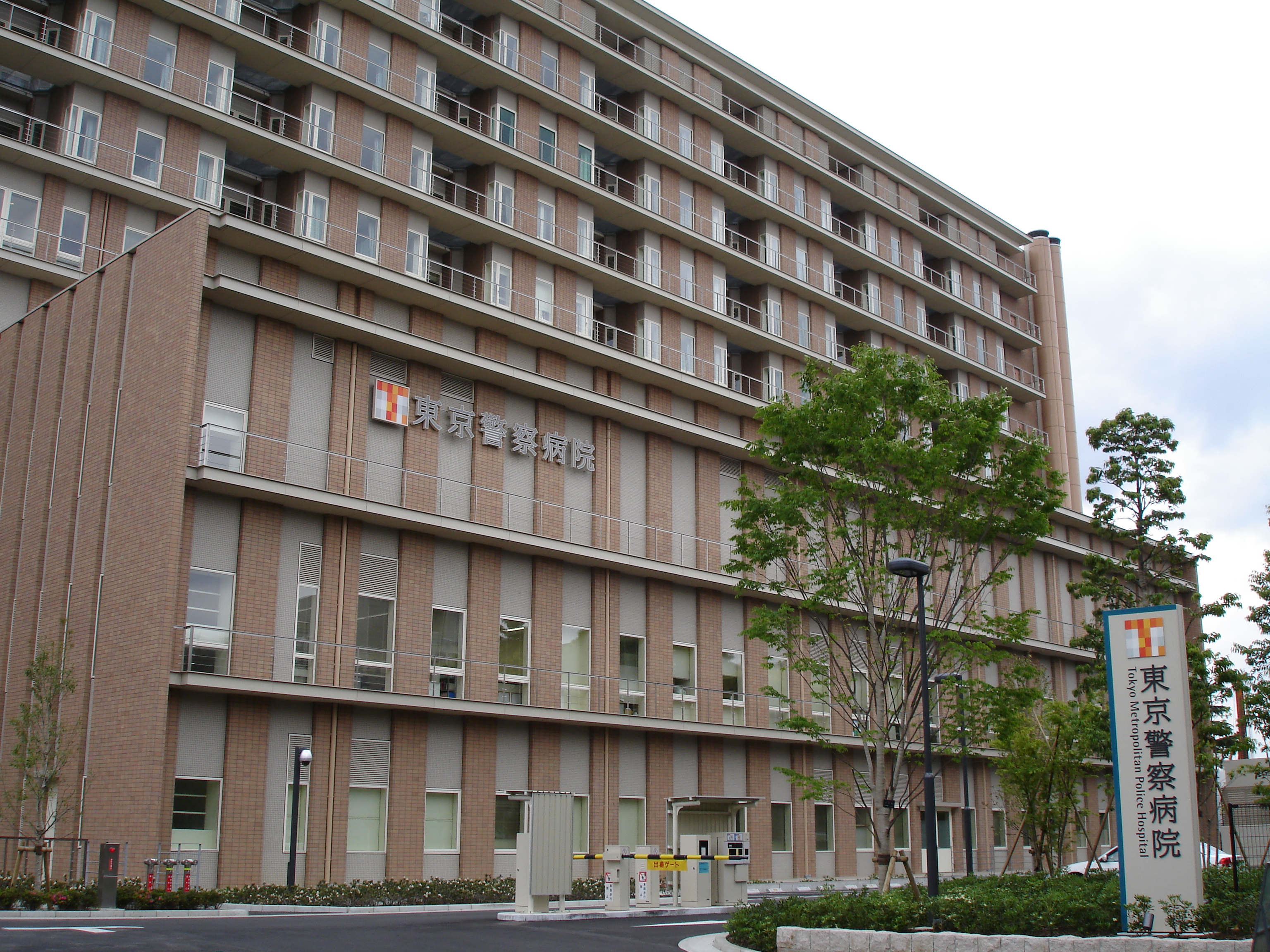
東京警察醫院
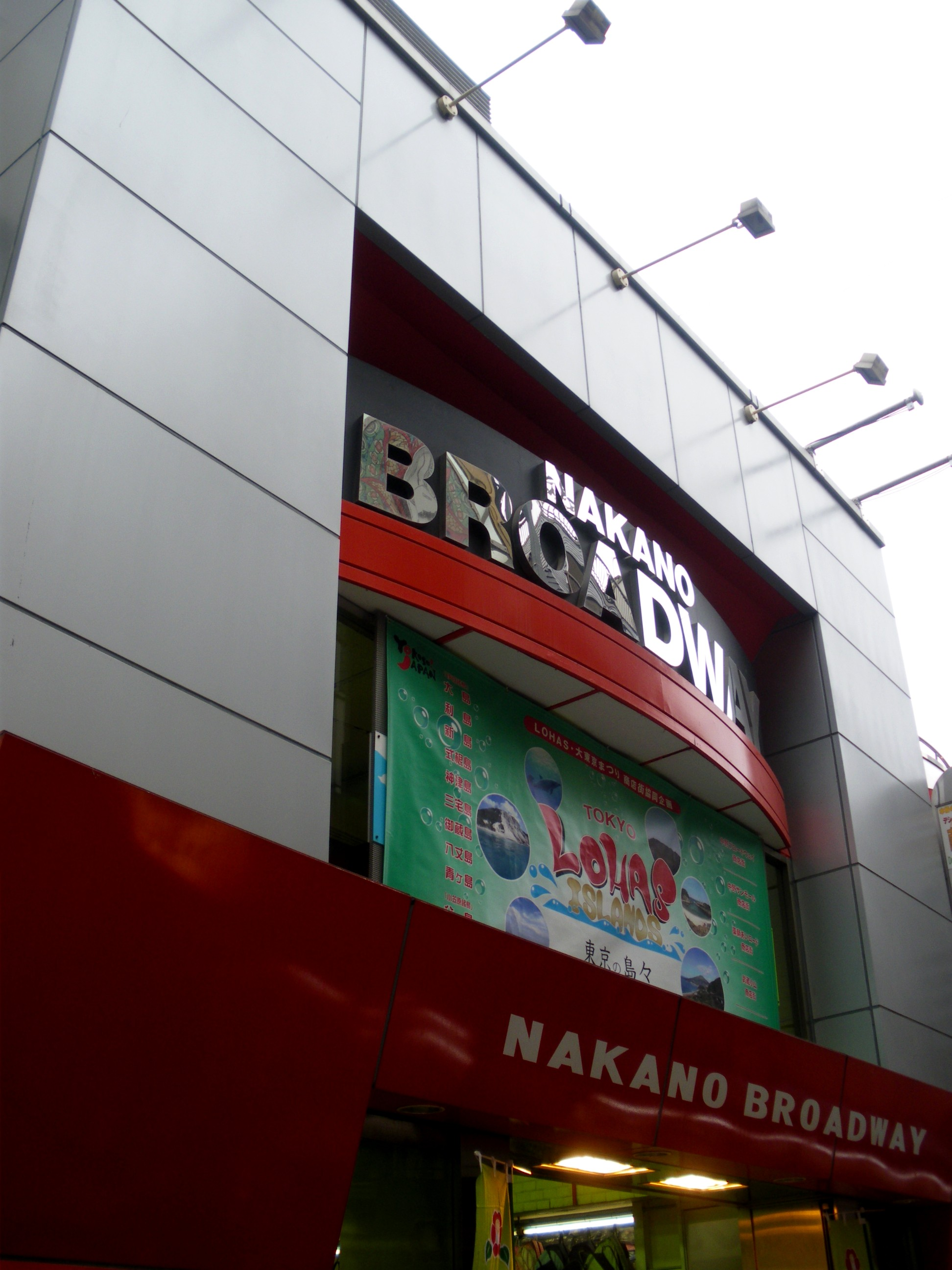
中野百老匯入口

## 備註
1. ↑  .   [2013-10-07]. （原始内容存档于2015-06-10）.